# رود اوسمان
رود اوسمان (انگلیسی: Usman) یک رودخانه در استان لیپتسک کشور روسیه است.